# Phare de Saint-Gilles-Croix-de-Vie
Le phare de Saint-Gilles-Croix de Vie, construit en 1880 est un phare situé à Saint-Gilles-Croix-de-Vie en Vendée.
C'est un feu d'alignement fonctionnant conjointement avec le feu de port à l'extrémité de la jetée nord.

## Phare actuel
C'est un phare en maçonnerie de pierres lisses avec couronnement et angles en pierres apparentes et comportant un sommet rouge.
Il est automatisé et ne se visite pas.
Identifiant : ARLHS : FRA481 - Amirauté : D1190.1 - NGA : 1164.